# Kristján Örn Kristjánsson
Kristján Örn Kristjánsson (* 25. Dezember 1997 in Reykjavík) ist ein isländischer Handballspieler.

## Karriere

### Verein
Kristján Örn Kristjánsson spielte in seiner Heimat für Ungmennafélagið Fjölnir und ÍBV Vestmannaeyja. Mit ÍBV nahm er am EHF-Pokal 2018/19 teil. 2020 wechselte der 1,93 m große rechte Rückraumspieler zum französischen Erstligisten Pays d’Aix UC. Mit PAUC nahm er mehrfach an der EHF European League teil. Seit dem Sommer 2024 steht er beim dänischen Erstligisten Skanderborg Aarhus Håndbold unter Vertrag.

### Nationalmannschaft
Kristján Örn Kristjánsson gehört dem Kader der isländischen Nationalmannschaft an. Bei der Weltmeisterschaft 2021 belegte er mit dem Team den 20. Platz, bei der Europameisterschaft 2022 den 6. Platz. Er nahm zudem an der Weltmeisterschaft 2023 teil.